# Kisszövetkezet
A kisszövetkezet kizárólag magánszemélyekből álló, jogi személy kisvállalkozási forma volt Magyarországon 1982. január 1-jétől a szövetkezeti jog újraszabályozásáig. A kisszövetkezet legfeljebb 100 taggal működő jogi személy volt."Kisszövetkezet alakításának és működésének célja az, hogy az állampolgárok szövetkezeti közösségei a kisebb taglétszámhoz igazodó egyszerűbb önkormányzat és munkaszervezet keretében, a tagok személyes és fokozott vagyoni közreműködésével lássanak el termelő, szolgáltató vagy más társadalmilag hasznos tevékenységet."
A kisszövetkezet, mint jogi forma, a szövetkezeti jog újrakodifikálásával megszűnt. A jogszabályi rendelkezés folytán a korábbi kisszövetkezetek szövetkezetként működhetnek tovább.

## Története
Magyarországon az 1980-as évek elején a kisvállalkozások több új szervezeti formáját vezették be; ezek közül voltak jogi személyiséggel rendelkező és jog személy formációk is. A kisszövetkezet - a szövetkezetekhez hasonlóan - jogi személy volt.
Az Elnöki Tanács a szövetkezetekre vonatkozó egyes rendelkezések módosításáról szóló 1981. évi 14. számú törvényerejű rendelet 2. §-ával felhatalmazást adott a Minisztertanácsnak - többek között - a kisszövetkezet szabályozására. Ennek keretében a Minisztertanács a kisszövetkezet megalakulásának és megszűnésének, a tagsági viszonynak, a tagok munkaügyi helyzetének, az önkormányzati szervezetnek, a tagok vagyoni hozzájárulásának, a tagok anyagi felelősségének, a tagsági viták eldöntésének a szabályai tekintetében az akkori szövetkezeti törvény (1971. évi III. törvény) és az ipari szövetkezetekről szóló 1971. évi 32. számú tvr. rendelkezéseitől eltérhet.
"Az 1982-ben bevezetett új formák közül leginkább a kisszövetkezetek voltak alkalmasak arra, hogy a dinamikusan növekvő magán-vállalkozásoknak jogi keretet adjanak. Az újak zöme azonban vagyon nélkül, csak névleges tőkével alakult meg, s többnyire ügyeltek arra, hogy ne is képezzenek közös – és ezért a törvények szerint oszthatatlan – szövetkezeti vagyont. A tagok a kisszövetkezet jövedelmét szinte kizárólag személyi jövedelemként használták fel. A kisszövetkezetek ugyancsak az 1988-as egységes Vállalkozási Törvény életbelépéséig élvezték a szövetkezeti tulajdonformát is preferáló szabályozási kedvezményeket és persze a jogi személyiség előnyeit."
1982 végén már 145 kisszövetkezet működött – akkor még mind 100 főnél kisebb létszámmal. 1988 végén a bejegyzett 2847 kisszövetkezet kétharmada (64%) 50 főnél kisebb volt, egyötöde (19%) pedig 50 és 100 fő közötti létszámmal működött. Ekkor összesen 171 ezer ember dolgozott a kisszövetkezetekben főfoglalkozású tagként, vagy alkalmazottként."

## Főbb szabályai

### Lehetséges tevékenységi köre
- Főszabály szerint kisszövetkezet keretében minden gazdasági tevékenység folytatható volt, amelyet törvény, törvényerejű rendelet, minisztertanácsi rendelet vagy minisztertanácsi határozat nem utalt kizárólag állami gazdálkodó szervezet tevékenységi körébe.[6] Ezeket a tevékenységeket a Mezőgazdasági és Élelmezésügyi Értesítő 1981. évi 4. számában megjelent Közlemény foglalta össze. A gazdasági tevékenység folytatásának feltételeire, különösen a szükséges engedélyre, illetőleg hozzájárulásra - a szövetkezetekre érvényes rendelkezések[7] voltak irányadók.[8]
- Nem folytathatta ezzel szemben a következő tevékenységeket:
  - mezőgazdasági szövetkezet és mezőgazdasági szakcsoport tevékenységi körébe tartozó tevékenységek, továbbá
  - a művelődési ágazatban működő munkaközösségek (alkotóközösségek)[9] által végzett szolgáltatás[10]

### Megalakulása
Kisszövetkezetek két módon jöhettek létre:
- egyrészt – főként kezdetben – az államosítások óta óriásira duzzadt nem-mezőgazdasági szövetkezetekből váltak ki a 100 főnél kisebb életképes egységek. Ezek – csakúgy, mint a decentralizációval létrehozott kis állami vállalatok – örökölték a telephelyet, gépeket, az egységnél lévő vagyont.
- másrészt kisszövetkezeti formában, minimálisan 15 taggal alakulhattak új szövetkezetek is.[4]

A kisszövetkezetek megalakulási folyamata hasonló volt a szövetkezetek megalakulásának szabályaihoz, azonban az alapszabályon túl csak úgynevezett összevont önkormányzati szabályzatot kellett alkotniuk. Ebben meg kellett határozni:
- az önkormányzati szervek (közgyűlés, vezetőség, felügyelő bizottság) működésének szabályait;
- a munkaszervezet felépítését és a vezetők hatáskörét;
- a belső ellenőrzés rendjét;
- az alkalmazottakkal kapcsolatos munkáltatói jogkör gyakorlásának rendjét;
- a munkavédelemnek a kisszövetkezetben érvényesülő szabályait.[11]

### Szervezete
Az önkormányzati illetve a vezető szervek felépítése különbözött a 30 fős létszám alatti illetve a 30 fős létszám feletti kisszövetkezeteknél.